# کنکیچی آندو
کنکیچی آندو (انگلیسی: Kenkichi Ando؛ زادهٔ ۳ مهٔ ۱۹۵۰) وزنه‌بردار اهل ژاپن است.